# Syrrhonema fasciculatum
Syrrhonema fasciculatum är en tvåhjärtbladig växtart som beskrevs av John Miers. Syrrhonema fasciculatum ingår i släktet Syrrhonema och familjen Menispermaceae. Inga underarter finns listade i Catalogue of Life.